# Festival du cinéma méditerranéen de Montpellier 2020
Le Festival du cinéma méditerranéen de Montpellier 2020, 42e édition du festival, se déroule du 16 au 24 octobre 2020.

## Déroulement et faits marquants
Le 24 octobre 2020, le palmarès est dévoilé : le jury décerne l'Antigone d'or au film Le Père de Srdan Golubović, le prix de la critique est remis au film Teddy de Ludovic et Zoran Boukherma et le prix du public au film Here We Are de Nir Bergman.

## Jury

### Longs métrages
- Grand Corps Malade, slameur (président du jury)
- Soufiane Guerrab, acteur
- Solène Rigot, actrice
- Lola Créton, actrice
- Camille Claris, actrice

## Sélection

### En compétition
- Le Père de Srdan Golubović  Serbie
- Flashdrive de Derviş Zaim  Turquie
- Gaza mon amour de Arab et Tarzan Nasser  Palestine
- Sème le vent de Danilo Caputo  Italie
- Sous le ciel d'Alice de Chloé Mazlo  France
- Zanka Contact de Ismael El Iraki  Maroc
- Si le vent tombe de Nora Martirosyan  Arménie
- Here We Are de Nir Bergman  Israël
- Teddy de Ludovic et Zoran Boukherma  France

### Panorama
- La hija de un ladrón de Belén Funes  Espagne
- Mica de Ismaël Ferroukhi  Maroc
- L'Agnello de Mario Piredda  Italie
- Padrenostro de Claudio Noce  Italie
- Entre le Paradis et la Terre de Najwa Najjar  Palestine

### Film d'ouverture
- L'Homme qui a vendu sa peau de Kaouther Ben Hania  Tunisie

### Film de clôture
- Le Sens de la famille de Jean-Patrick Benes  France

## Palmarès

### Longs métrages
- Antigone d'or : Le Père de Srdan Golubović
- Prix de la critique : Teddy de Ludovic et Zoran Boukherma
- Prix du public : Here We Are de Nir Bergman
- Meilleure musique originale : Amaury Chabauty pour Teddy de Ludovic et Zoran Boukherma